# NGC 1286
NGC 1286 (другие обозначения — MCG -1-9-25, NPM1G -07.0122, PGC 12250) — линзообразная галактика (S0) в созвездии Эридан. Открыта Льюисом Свифтом в 1885 году. Описание Дрейера: «очень тусклый, очень маленький объект круглой формы, к югу расположены четыре ярких звезды».
Этот объект входит в число перечисленных в оригинальной редакции «Нового общего каталога».